# Panthera pardus pardus
Il leopardo africano (Panthera pardus pardus (Linnaeus, 1758)) è la sottospecie nominale del leopardo, originaria di numerosi Paesi africani. È ampiamente distribuito nella maggior parte dell'Africa subsahariana, ma il suo areale storico ha subito frammentazioni a causa della conversione dell'habitat. Sono stati segnalati leopardi anche nell'Africa settentrionale.

## Tassonomia
Felis pardus è il nome scientifico utilizzato da Carl Linnaeus nella decima edizione del Systema Naturae del 1758. La sua descrizione si basava su scritti di naturalisti precedenti, come Conrad Gessner, e presupponeva che il leopardo vivesse in India. Nel XVIII e XIX secolo, diversi naturalisti descrissero pelli e crani di leopardi africani, tra cui:
- Felis pardus panthera, proposto da Johann Christian Daniel von Schreber nel 1778, basandosi su descrizioni di naturalisti precedenti;[5]
- Felis leopardus var. melanotica, descritto da Albert Günther nel 1885, proveniente dal Capo di Buona Speranza, Africa meridionale;
- Felis leopardus suahelicus, descritto da Oscar Neumann nel 1900, dal territorio del Tanganica;
- Felis leopardus nanopardus, proposto da Oldfield Thomas nel 1904, dalla Somalia Italiana;
- Felis pardus ruwenzorii, descritto da Lorenzo Camerano nel 1906, dai Monti Ruwenzori e Virunga;[6]
- Felis pardus chui, proposto da Edmund Heller nel 1913, dall'Uganda;
- Felis pardus iturensis, descritto da Joel Asaph Allen nel 1924, dal Congo Belga;[7]
- Felis pardus reichenowi, proposto da Ángel Cabrera nel 1927, dal Camerun;
- Panthera pardus adusta, descritto da Reginald Innes Pocock nel 1927, dagli altopiani etiopici;
- Panthera pardus adersi, sempre di Pocock, nel 1932, dall'isola di Unguja (Zanzibar);[8]
- Panthera pardus brockmani, ancora di Pocock, nel 1932, dalla Somalia.[8]

I risultati delle analisi genetiche indicano che tutte le popolazioni di leopardo africano sono strettamente imparentate e costituiscono un'unica sottospecie, ossia P. p. pardus. Tuttavia, un'analisi della varianza molecolare e dell'indice di fissazione tra esemplari museali africani ha evidenziato differenze nel locus mitocondriale ND-5, distinguendo cinque principali aplotipi: Africa centro-meridionale, Africa meridionale, Africa occidentale, fascia costiera dell'Africa centro-occidentale e Africa centro-orientale. In alcuni casi, gli indici di fissazione hanno mostrato una diversità maggiore rispetto a quella osservata nelle sottospecie asiatiche Panthera pardus nimr e Panthera pardus tulliana.

## Descrizione

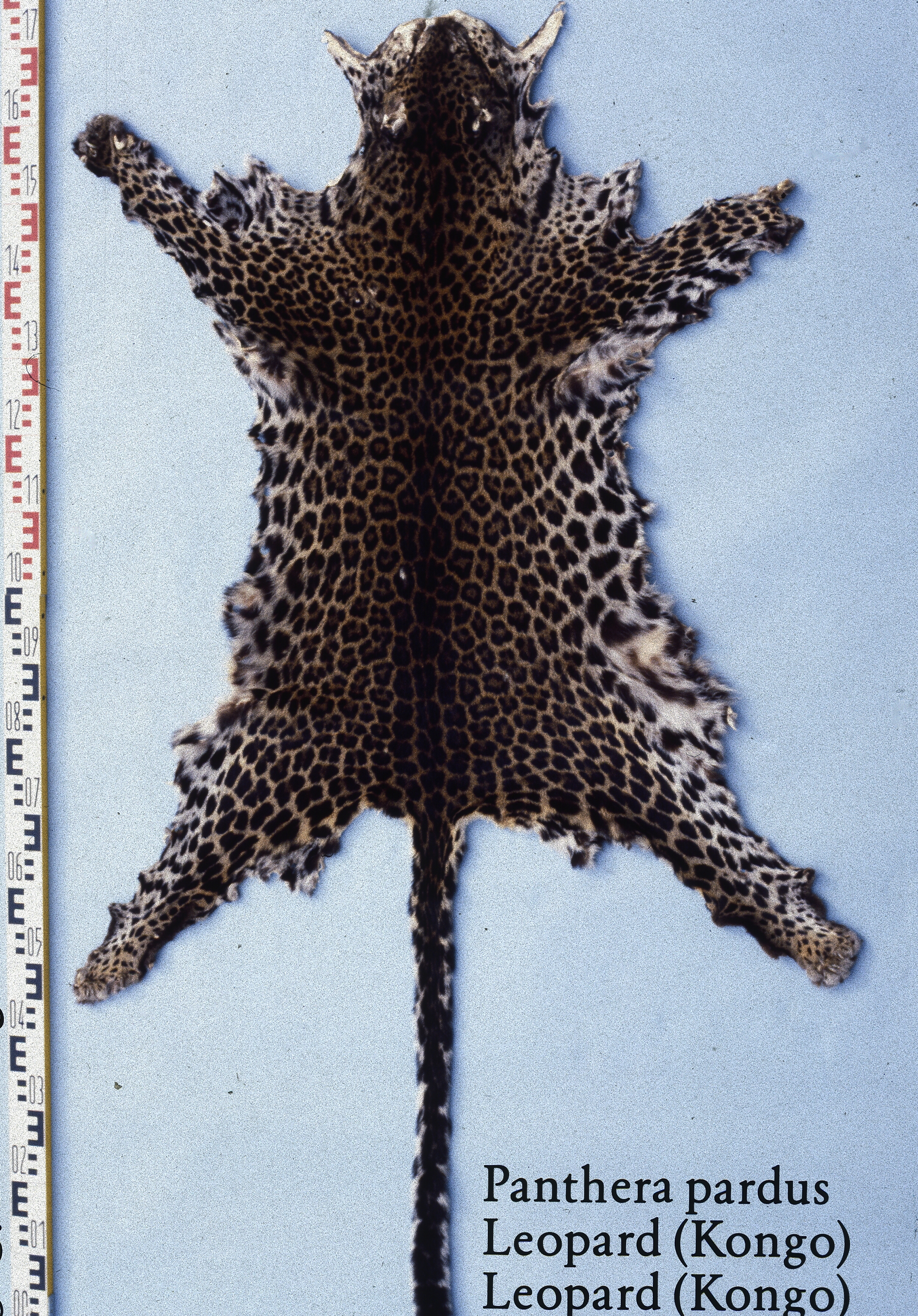
Una pelle di leopardo di colore scuro proveniente dall'Africa centrale.

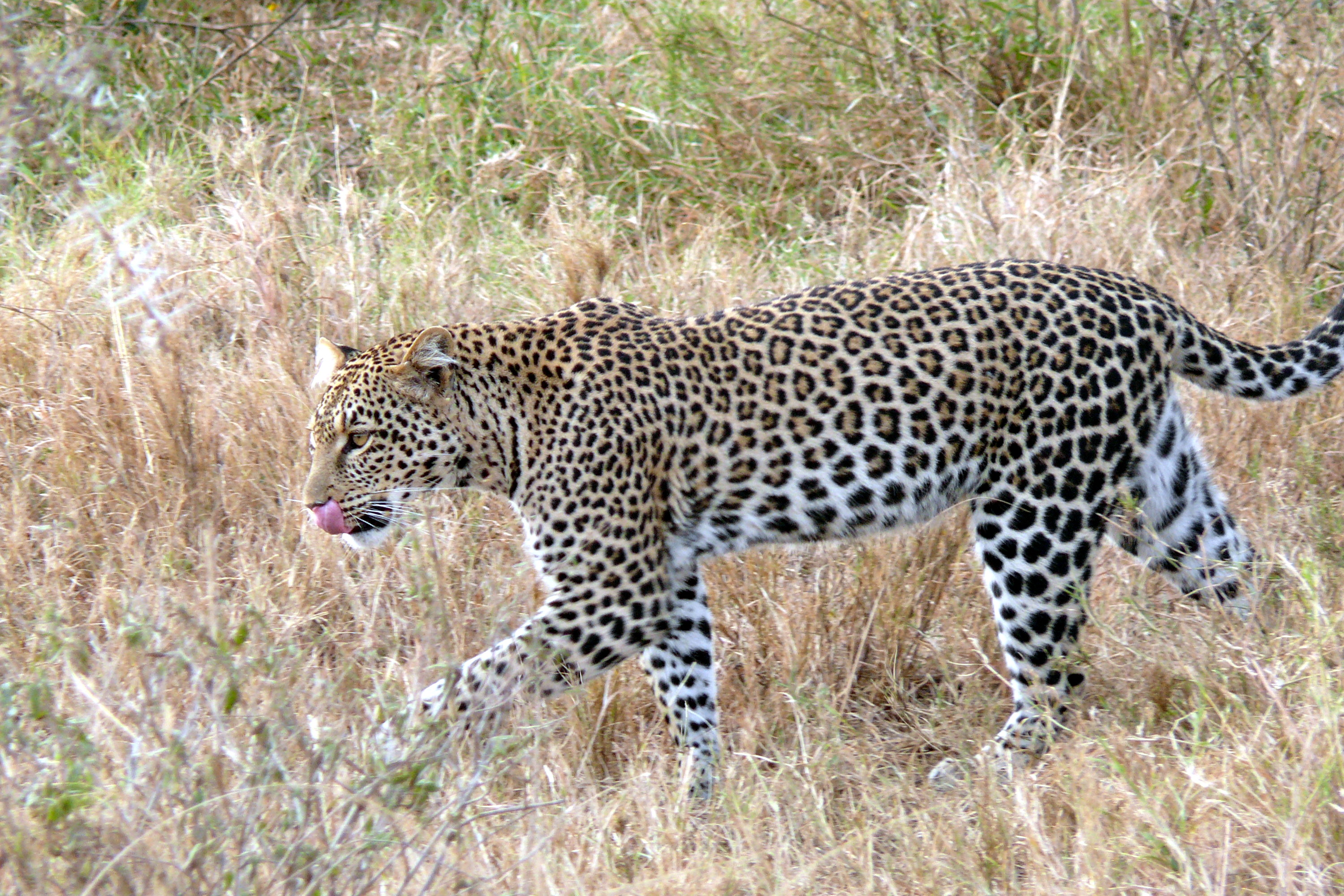
Un leopardo nel Serengeti.

Il leopardo africano presenta una notevole variabilità nella colorazione del mantello, a seconda della località e dell'habitat. Il colore varia dal giallo pallido all'oro intenso o fulvo, talvolta fino al nero, ed è caratterizzato da rosette nere sul dorso e sui fianchi, mentre testa, arti inferiori e ventre presentano macchie nere piene. I maschi sono più grandi delle femmine, con un peso medio di 58 kh e un massimo documentato di 90 kg. Le femmine pesano in media circa 37,5 kg.
Il leopardo africano presenta è sessualmente dimorfico: i maschi sono più grandi e più pesanti delle femmine. Tra il 1996 e il 2000, undici leopardi adulti furono muniti di radiocollare in aree agricole della Namibia. I maschi pesavano tra 37,5 e 52,3 kg, mentre le femmine tra 24 e 33,5 kg. Il leopardo più pesante mai registrato pesava circa 96 kg, e fu documentato nell'Africa del Sud-Ovest.
Secondo Alfred Edward Pease, i leopardi neri del Nord Africa avevano dimensioni paragonabili a quelle dei leoni. Un leopardo algerino ucciso nel 1913 sarebbe stato lungo circa 2,69 metri prima di essere scuoiato.
I leopardi che vivono nelle montagne delle Province del Capo sembrano essere più piccoli e meno massicci rispetto a quelli delle regioni più settentrionali. Anche i leopardi di Somalia ed Etiopia sono ritenuti più piccoli.
Il cranio di un esemplare dell'Africa occidentale misurava 286 mm in lunghezza basale e 181 mm in larghezza, con un peso di 0,79 kg. A confronto, un cranio di leopardo indiano misurava 280 mm in lunghezza basale, 200 mm in larghezza e pesava 1,0 kg.

## Distribuzione e habitat

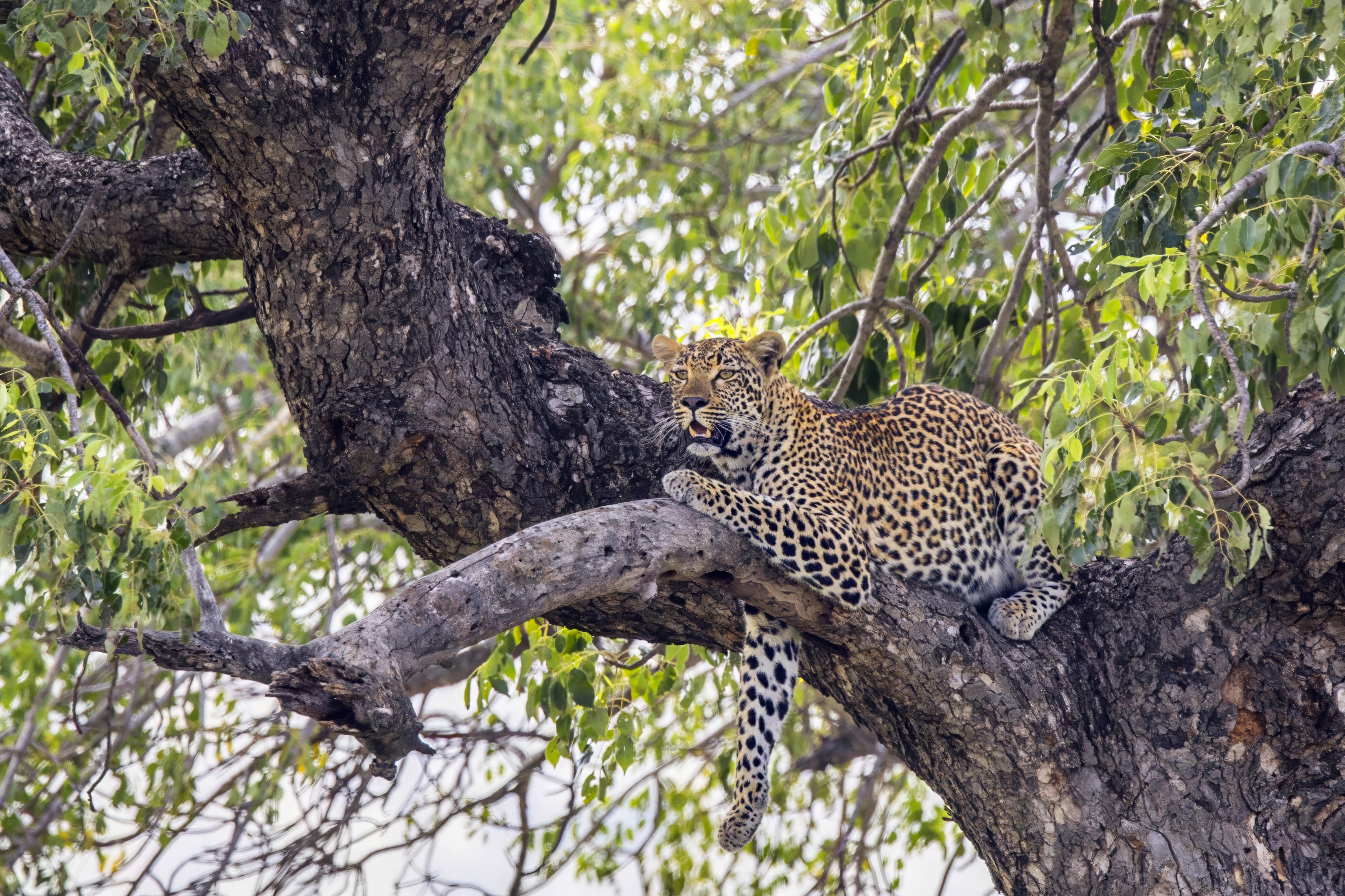
Giovane femmina nel Parco nazionale Kruger.

Il leopardo africano abitava un'ampia varietà di ambienti all'interno del continente africano, dalle foreste montane alle praterie e savane, escludendo soltanto i deserti sabbiosi estremi. È particolarmente a rischio nelle aree semi-desertiche, dove la scarsità di risorse porta spesso a conflitti con i pastori nomadi e il loro bestiame. In passato era presente nella maggior parte dell'Africa subsahariana, occupando sia le foreste pluviali sia gli habitat desertici aridi. Viveva in tutti gli ambienti che ricevevano almeno 50 mm di pioggia all'anno, potendo penetrare anche in zone più aride seguendo i corsi d'acqua. Può spingersi fino a 5.700 metri di altitudine: è stato avvistato sui pendii più alti dei monti Ruwenzori e dei vulcani Virunga, ed è stato osservato mentre beveva acqua termale a 37 °C nel Parco nazionale dei Virunga.
Il leopardo africano sembra essere in grado di adattarsi con successo ad habitat naturali alterati e ad ambienti antropizzati, purché non soggetto a persecuzioni intense. È stato spesso documentato anche in prossimità di grandi centri urbani. Tuttavia, già negli anni '80, era diventato raro in gran parte dell'Africa occidentale. Attualmente, la sua distribuzione all'interno dell'areale storico è frammentata e discontinua. Durante i censimenti del 2013, è stato registrato nelle contee di Gbarpolu e Bong, nelle foreste dell'Alta Guinea, in Liberia.
I leopardi sono estremamente rari in Africa settentrionale. Una popolazione relitta è sopravvissuta fino agli anni '90 nell'Alto Atlante del Marocco, in ambienti di foresta e steppa montana situati tra i 300 e i 2.500 metri di altitudine, caratterizzati da un clima temperato o freddo. L'ultimo individuo della regione è stato registrato nel 1996.
Nel 2005, il DNA di leopardo è stato rilevato nei monti Hoggar, nel sud dell'Algeria, in pieno Sahara centrale.
Nel 2014, un leopardo è stato ucciso nell'area protetta di Elba, nel sud-est dell'Egitto: si è trattato del primo avvistamento nel Paese dagli anni '50.
Nel 2016, un leopardo è stato documentato per la prima volta in un'area semi-arida di Yechilay, nell'Etiopia settentrionale.

## Biologia
Nel Parco nazionale Kruger, i leopardi maschi e le femmine con cuccioli si sono dimostrati più attivi di notte rispetto alle femmine solitarie. I tassi più alti di attività diurna sono stati registrati tra gli esemplari che utilizzavano i cespugli spinosi durante la stagione delle piogge, quando anche gli impala frequentavano tali ambienti. In generale, i leopardi sono attivi soprattutto tra il tramonto e l'alba, periodo in cui effettuano la maggior parte delle uccisioni.

### Alimentazione

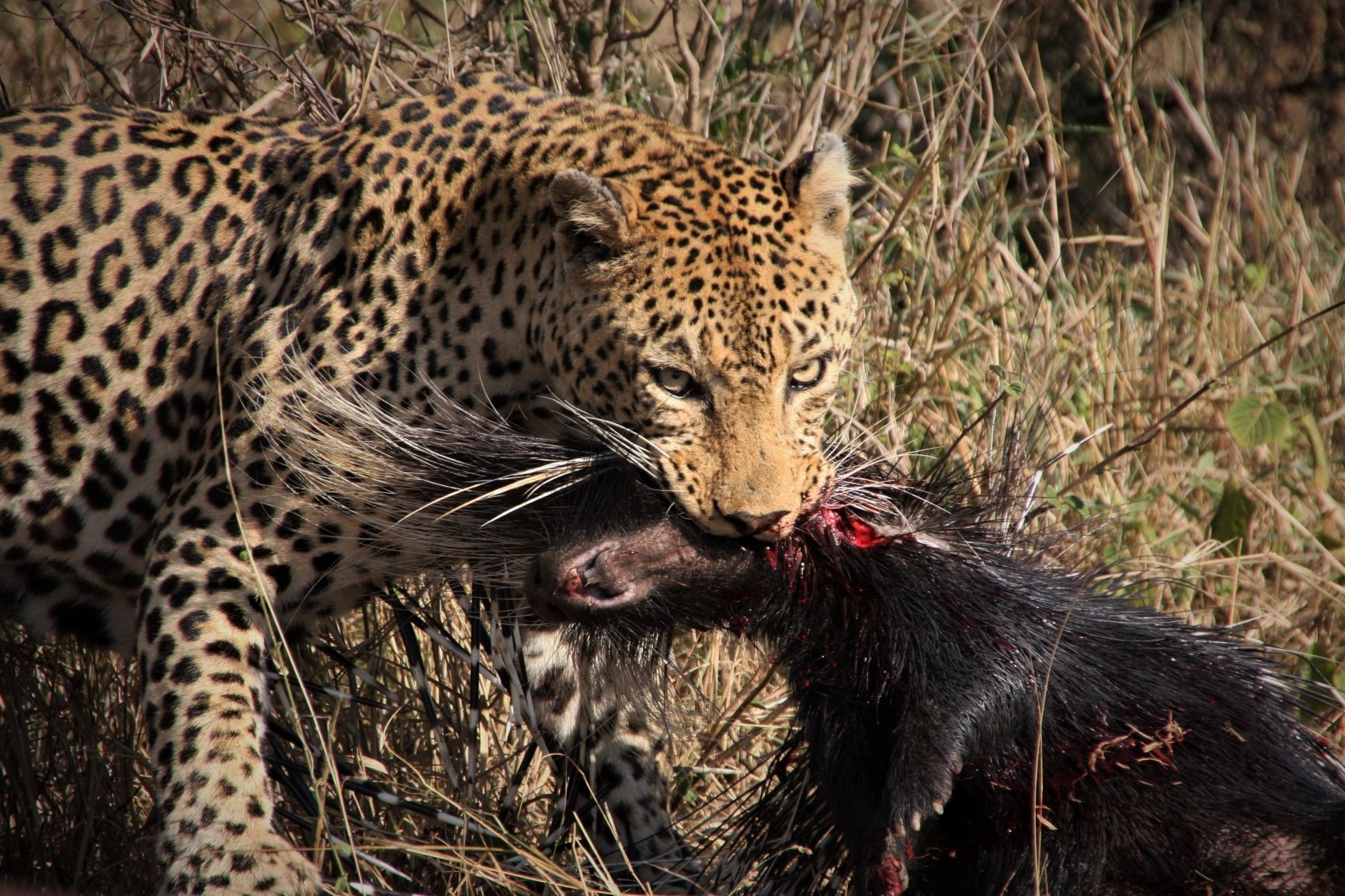
Un giovane maschio con un istrice del Capo ucciso nel Parco nazionale Kruger.

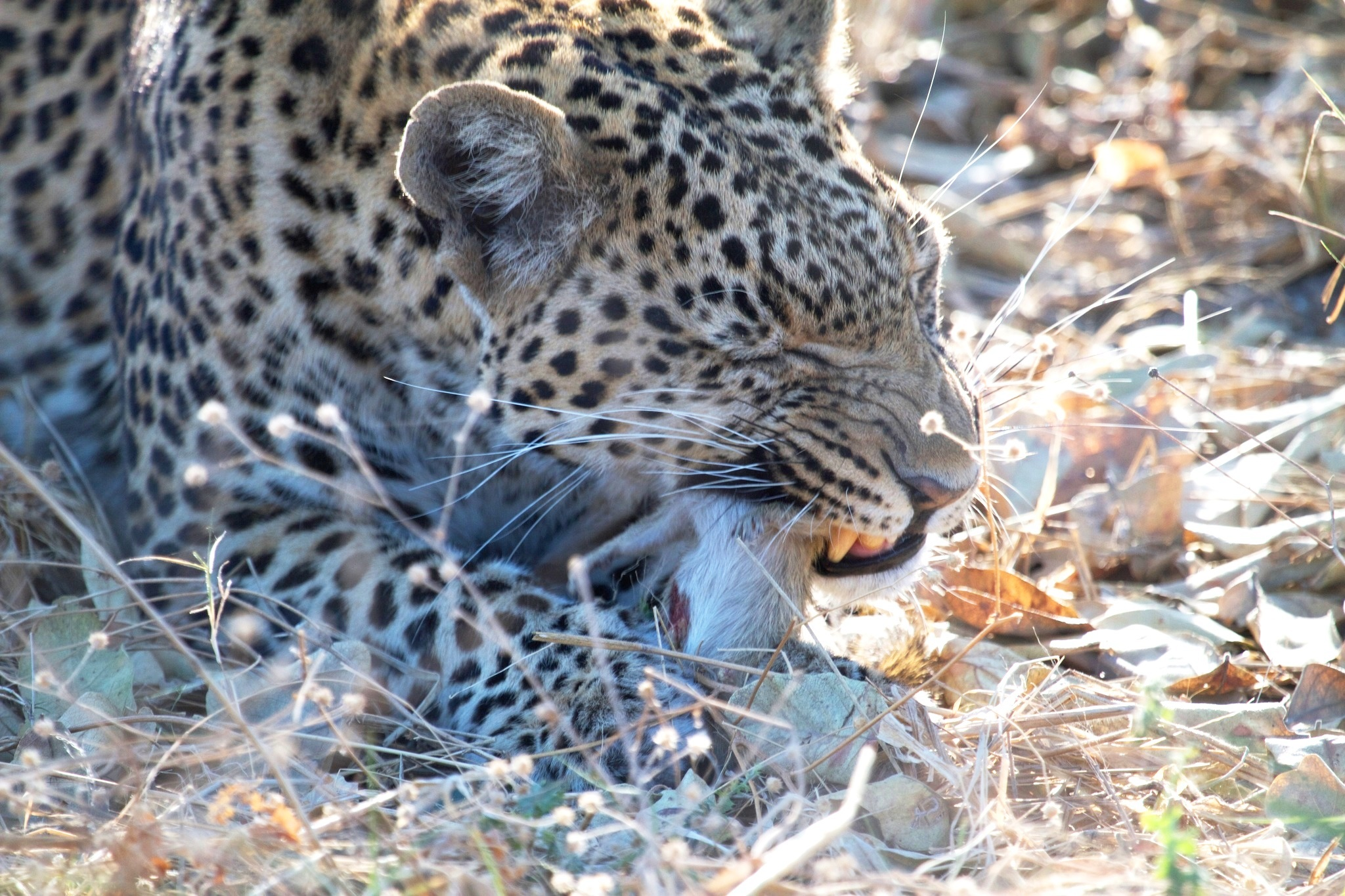
Esemplare che divora uno scoiattolo di Smith.

Il leopardo africano possiede un'eccezionale capacità di adattamento ai cambiamenti nella disponibilità di prede e presenta una dieta estremamente varia. Si nutre di prede di piccole dimensioni in aree dove gli ungulati di grossa taglia sono scarsi. Le prede documentate spaziano dallo scarabeo stercorario fino all'antilope eland adulta, che può raggiungere i 900 kg. Nell'Africa subsahariana, almeno 92 specie predate sono state identificate nelle feci dei leopardi, incluse roditori, uccelli, antilopi piccole e grandi, iraci, lepri e artropodi. In genere, i leopardi concentrano la loro attività venatoria su ungulati di media taglia, localmente abbondanti, con peso compreso tra i 20 e gli 80 kg, pur predando opportunisticamente anche altre prede. L'intervallo medio tra un'uccisione di ungulato e l'altra varia dai 7 ai 12-13 giorni. I leopardi spesso nascondono le carcasse più grandi sugli alberi, un comportamento che richiede grande forza. Sono state osservate più volte scene di leopardi intenti a issare carcasse di giovani giraffe, dal peso stimato fino a 125 kg (2-3 volte quello del predatore), a oltre 5,7 metri d'altezza.
Nel Parco nazionale del Serengeti, i leopardi furono muniti di radiocollare per la prima volta nei primi anni '70. Poiché cacciavano di notte, osservarli in azione risultava difficile; il momento migliore per studiarli era poco dopo l'alba. Su 64 tentativi di caccia diurna osservati, solo tre ebbero successo. In questa zona boschiva, si nutrivano soprattutto di impala adulti e giovani, catturando occasionalmente anche gazzelle di Thomson durante la stagione secca. In casi sporadici riuscivano a predare facoceri, dik-dik, redunche, cefalofi, raficeri, piccoli gnu e topi, sciacalli, lepri del Capo, faraone e storni. Invece, ebbero scarso successo nel predare zebre di pianura, alcelafi di Coke, giraffe, manguste, genette, iraci e piccoli uccelli. Il consumo di carcasse di grandi animali era marginale nella dieta. Nelle foreste pluviali dell'Africa centrale, la dieta consiste principalmente di cefalofi e primati. Alcuni individui hanno mostrato una forte preferenza per pangolini e istrici.
Nel Nord Africa, il leopardo preda anche la scimmia di Barberia (Macaca sylvanus). L'analisi delle feci di leopardo nel Parco nazionale di Taï ha rivelato che i primati costituiscono la principale preda diurna. Nel Parco nazionale della Lopé, in Gabon, le specie preda più importanti sono risultate essere il potamocero (Potamochoerus porcus), il bufalo africano (Syncerus caffer) e il ratto delle canne maggiore (Thryonomys swinderianus), ognuno dei quali rappresenta circa il 13% della biomassa consumata.
Nel complesso protetto di Dzanga-Sangha, nella Repubblica Centrafricana, un leopardo avrebbe attaccato e inseguito un gorilla di pianura occidentale adulto, senza riuscire a catturarlo. Parti di gorilla trovate in feci di leopardo suggeriscono che l'animale possa aver consumato resti di carcassa o aver effettivamente predato il primate. In Uganda, nella regione di Kisoro al confine con Ruanda e Repubblica Democratica del Congo, sono stati osservati leopardi africani predare gorilla orientali adulti.

## Minacce

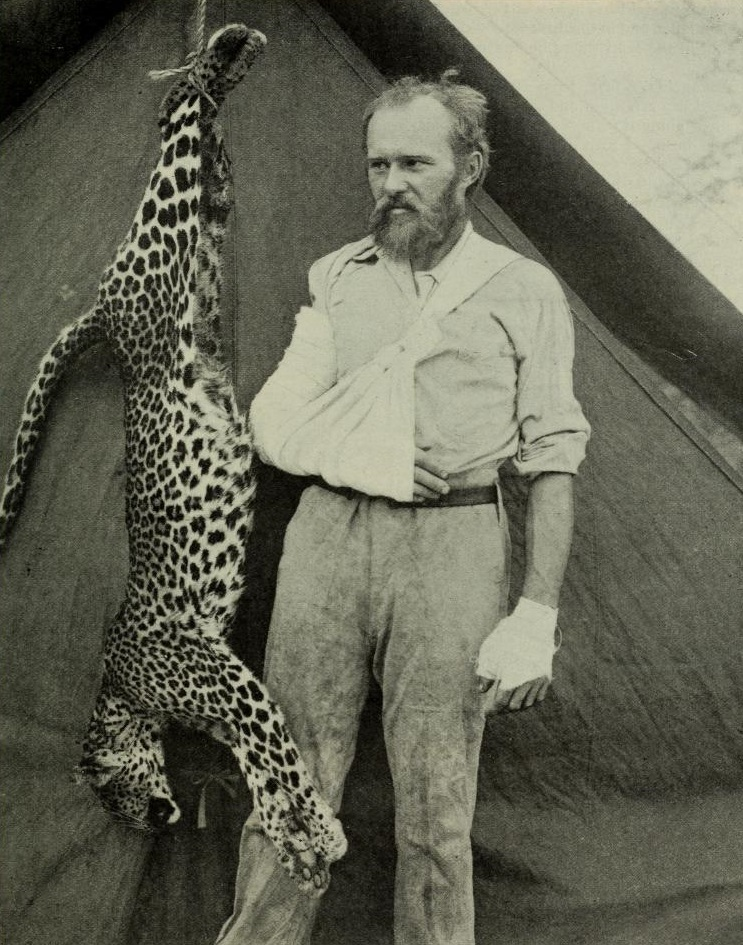
Un leopardo africano ucciso a mani nude da Carl Akeley (a destra).

In tutta l'Africa, le principali minacce per i leopardi sono la conversione dell'habitat e la persecuzione intensa, soprattutto in risposta alla perdita reale o presunta di bestiame. Le foreste dell'Alta Guinea in Liberia sono considerate un hotspot di biodiversità, ma risultano già frammentate in due blocchi principali. Ampie porzioni sono interessate da attività di disboscamento commerciale e di estrazione mineraria, e vengono convertite all'agricoltura, incluse grandi piantagioni di palma da olio in concessioni ottenute da aziende straniere.
L'impatto della caccia al trofeo sulle popolazioni non è del tutto chiaro, ma potrebbe avere effetti significativi a livello demografico e di popolazione, soprattutto quando vengono abbattute femmine. In Tanzania è consentita soltanto la caccia ai maschi, ma tra il 1995 e il 1998, il 28,6% dei 77 trofei registrati apparteneva a femmine. La rimozione di un numero eccessivo di maschi può avere conseguenze negative a cascata sulla popolazione. Sebbene i maschi non offrano cure parentali ai cuccioli, la loro presenza consente alle femmine di allevare la prole con un rischio ridotto di infanticidio da parte di altri maschi. Le osservazioni affidabili di infanticidio nei leopardi sono rare, ma è probabile che i nuovi maschi entrati in una popolazione cerchino di uccidere i cuccioli già presenti.
L'analisi delle feci di leopardo e i rilevamenti tramite fototrappole effettuati nei paesaggi forestali contigui del bacino del Congo hanno rivelato una forte sovrapposizione nella nicchia trofica e una competizione di tipo sfruttativo tra i leopardi e i cacciatori di carne di animali selvatici. Con l'aumentare della prossimità agli insediamenti umani e della pressione venatoria associata, i leopardi tendono a nutrirsi di prede più piccole e a presentare densità di popolazione significativamente ridotte. In presenza di caccia intensiva alla fauna selvatica nelle zone attorno agli insediamenti umani, i leopardi sembrano del tutto assenti. Pastori transumanti provenienti dall'area di confine tra Sudan e Repubblica Centrafricana conducono il bestiame nella regione di Chinko. Sono accompagnati da mercanti armati che praticano il bracconaggio di grandi erbivori, la vendita di carne selvatica e il commercio di pelli di leopardo ad Am Dafok. I rilevamenti nella zona hanno mostrato che la popolazione di leopardi è diminuita da 97 individui nel 2012 a 50 nel 2017. Le guardie forestali hanno sequestrato grandi quantità di veleno nei campi dei pastori, i quali hanno ammesso di usarlo per avvelenare i predatori.

## Conservazione
Il leopardo è inserito nell'Appendice I della CITES. La caccia è vietata in Zambia e Botswana, ed è stata sospesa in Sudafrica per l'anno 2016.
Le popolazioni di leopardo sono presenti in diverse aree protette, tra cui:
- Parco nazionale di Taï;[47]
- Parco nazionale di Etosha;[48]
- Parco nazionale dei Virunga;[49]
- Parco nazionale Kruger.[50]